# كارلوس ألتاميرانو سانشيز
كارلوس ألتاميرانو سانشيز هو شاعر إكوادوري، ولد في 15 نوفمبر 1926.